# Xã St. Michael, Quận Madison, Missouri
Xã St. Michael (tiếng Anh: St. Michael Township) là một xã thuộc quận Madison, tiểu bang Missouri, Hoa Kỳ. Năm 2010, dân số của xã này là 7.056 người.